# Eighteenth-Century Studies
Eighteenth-Century Studies – recenzowane amerykańskie czasopismo naukowe poświęcone historii XVIII wieku.
Redaktorem naczelnym jest Sean Moore z University of New Hampshire (2017).
Czasopismo jest indeksowane w szeregu bazach bibliograficznych, m.in. Internationale Bibliographie der Rezensionen Geistes- und Sozialwissenschaftlicher Literatur i Scopus.